# Borovik (żupania splicko-dalmatyńska)
Borovik – wieś w Chorwacji, w żupanii splicko-dalmatyńskiej, w mieście Komiža. W 2011 roku liczyła 12 mieszkańców.